# Nor interstelar

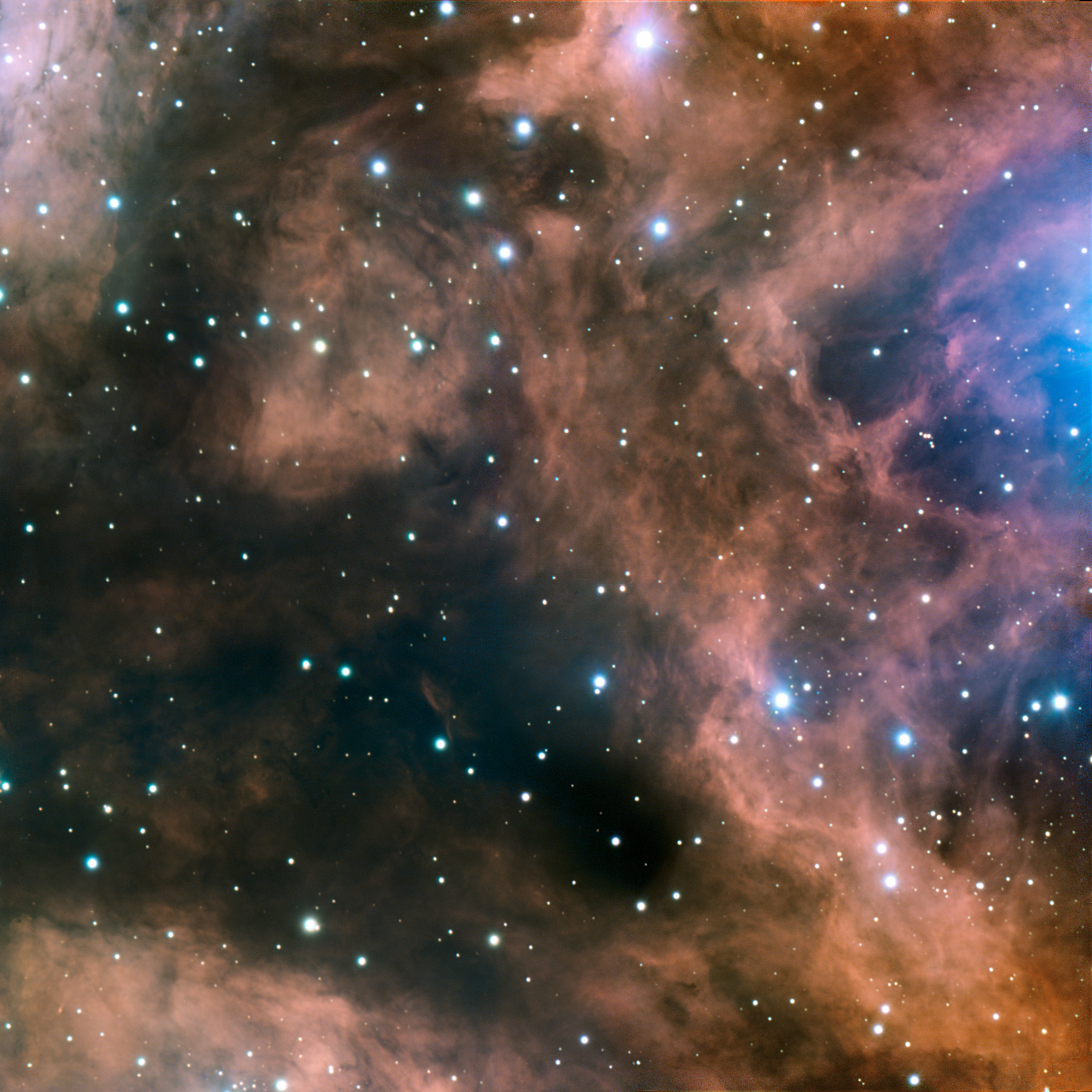
O mică parte a nebuloasei de emisie NGC 6357. Strălucește cu roșul caracteristic unei regiuni H II.

În astronomie, norul interstelar este denumirea generică dată acumulărilor de gaz și praf din Galaxia Noastră sau din alte galaxii. Este mediul în care se nasc sistemele stelare. Cu câteva zeci de miliarde de miliarde de atomi pe metru cub (spre deosebire de atmosfera noastră, care are 25 de milioane de miliarde de miliarde) și întinzându-se pe sute de ani-lumină, conține echivalentul a de câteva mii de ori masa Soarelui în materie gazoasă. Compus în principal din hidrogen, heliul fiind al doilea cel mai abundent element, el conține și urme de elemente mai grele, precum carbonul, azotul și fierul. Hidrogenul dintr-un nor interstelar poate fi neutru (regiunea H I), ionizat (regiunea H II) sau molecular (nor molecular), în funcție de densitatea, dimensiunea și temperatura norului.

## Compoziție chimică
Compoziția norilor interstelari este analizată prin studierea radiațiilor electromagnetice emise de aceștia. Radiotelescoapele mari scanează cerul în căutarea anumitor frecvențe de radiații electromagnetice caracteristice spectrului anumitor molecule. Norii interstelari sunt reci și tind să emită numai la lungimi de undă mari. Se poate cartografia abundența acestor molecule pentru a înțelege diferitele compoziții ale acestor nori.
Radiotelescoapele pot scana, de asemenea, frecvențele emise de un singur punct de pe cer, înregistrând intensitatea fiecărui tip de moleculă prezentă în acea regiune a cerului. Intensitatea semnalului recepționat este proporțională cu abundența atomului sau a moleculei corespunzătoare frecvenței respective.

## Descoperiri de molecule neașteptate
Până de curând, se presupunea că ratele de reacție în norii interstelari sunt foarte lente, fiind produși foarte puțini compuși din cauza densității și temperaturii scăzute ale acestor nori. Cu toate acestea, în spectre au fost observate molecule organice mari pe care oamenii de știință nu se așteptau să le găsească în aceste condiții. Reacțiile necesare pentru a le crea au loc în mod normal doar la temperaturi și presiuni mult mai mari. Faptul că prezența lor a fost observată indică faptul că reacțiile chimice existente în norii interstelari au loc mai rapid decât se credea anterior. Aceste reacții sunt studiate în cadrul experimentului CRESU.